# مارک بولاند
مارک بولاند (انگلیسی: Marc Bolland؛ زادهٔ ۲۸ مارس ۱۹۵۹) کارآفرین، بازرگان و مدیر ارشد اجرایی هلندی است، که در حال حاضر به‌عنوان مدیر عامل شرکت مارکس اند اسپنسر فعالیت می‌کند.